# Victoria Moroles
Victoria Moroles (Corpus Christi, 4 de setembro de 1996) é uma atriz e dançarina americana. Conseguiu o papel de Andie no programa Liv e Maddie exibido pelo canal Disney Channel. Interpretou Hayden Romero na série Teen Wolf.  Estrelou para o Hulu o filme de comédia Plan B, dirigido por Natalie Morales.

## Biografia
Moroles nasceu em Corpus Christi, Texas, e foi criada em Rockport, Texas, fora da zona do México. Em uma idade jovem, ela sempre estava recrutando amigos e familiares para atuar em seus shows em sua sala de estar. Ela estudou dança e participou do teatro enquanto crescia.

## Carreira
Ela saiu do Texas durante os anos do ensino médio para seguir seus sonhos em Los Angeles. Desde então, teve a oportunidade de trabalhar com muitos grandes diretores e continua a se esforçar para alcançar seus objetivos.
Em 2015, a Victoria ficou mais conhecida entre o público em geral por interpretar a quimera de lobisomem-jaguar e depois uma legítima lobisomem beta "Hayden Romero" na série de televisão estadunidense de "Teen Wolf" da MTV, aparecendo pela primeira vez logo na primeira parte da quinta temporada da série; onde acaba fazendo par romântico na ficção com o ator Dylan Sprayberry, que interpreta o lobisomem beta "Liam Dunbar". Victoria atuou como "Hayden" até a conclusão da primeira parte da sexta temporada de Teen Wolf, que é a sexta e última temporada da série. O sumiço da sua personagem na segunda parte da sexta temporada, foi explicado como que "Hayden" teve que sair da cidade para poder "proteger" a irmã (uma policial) dos eventos causados na primeira parte da sexta temporada.

## Filmografia

### Filmes
| Ano  | Título                        | Papel        |
| ---- | ----------------------------- | ------------ |
| 2009 | Liberty Lane                  | Wendy        |
| 2010 | The Wicked Waltz              | Garota       |
| 2011 | The Faithful                  | Mary         |
| 2011 | Maddoggin'                    | Violet Diaz  |
| 2013 | The First Hope                | Brittany     |
| 2016 | Is that a Gun in Your Pocket? | Paula        |
| 2017 | Spook                         | Cartoon Host |
| 2018 | Down a Dark Hall              | Veronica     |
| 2019 | Killer Date                   | Chelsea      |
| 2021 | Plan B                        | Lupe         |
| 2022 | Blood Relatives               | Jane         |
| 2023 | Snow Falls                    | Em           |

### Televisão
| Ano     | Título                         | Papel              | Notas                                 |
| ------- | ------------------------------ | ------------------ | ------------------------------------- |
| 2012    | CSI: Crime Scene Investigation | Rosa Flores        | Episódio: "Wild Flowers"              |
| 2014    | Cloud 9                        | Pia                | Disney Channel                        |
| 2014    | Legends                        | Garota adolescente | Episódio: "Gauntlet"                  |
| 2015–17 | Liv and Maddie                 | Andie Bustamante   | Recorrente; 12 episódios              |
| 2015–17 | Teen Wolf                      | Hayden Romero      | Recorrente; 24 episódios              |
| 2018    | Here and Now                   | Carla              | 2 episódios                           |
| 2021    | Go Off with Jess & Julissa     | Olivia             | Episódio: "Joe Goldberg Gets Stalked" |
| 2022–23 | Eu Nunca...                    | Margot Ramos       | Recorrente; 9 episódios               |
| 2022    | The Wilds                      | Marisol            | Episódio: "Day 34/12"                 |
| 2022    | Bloodthirsty Hearts            | Susu               | Principal; 8 episódios                |